# Toshio Akiyama
Toshio Akiyama (Japans: 秋山紀夫, Akiyama Toshio) (Omiya, Saitama, 26 maart 1929) is een Japanse componist, muziekpedagoog en dirigent.

## Levensloop
Akiyama studeerde aan de Musashino Academia Musicae in de prefectuur Tokio, waar hij 1963 gradueerde en ook aan de Tokyo National University of Fine Arts and Music. 
Daarna leerde hij aan de Sakuragi Junior High School in Omiya (tegenwoordig deel van de stad Saitama) en dirigeerde het harmonieorkest aldaar. Het succes met dit orkest gaaf hem de vleugels om 1973 en 1974 aan de Eastman School of Music in Rochester, New York, alsook aan de Universiteit van Michigan in Ann Arbor in de Verenigde Staten van Amerika zijn studies te voltooien. 
Hij is een vooraanstaand dirigent voor harmonieorkesten in Japan en is ook in de Verenigde Staten als gastdirigent heel gevraagd. Ook in de federaties van de harmoniemuziekbeweging werkt hij mee. Zo was hij van 1961 tot 1973 tweede president van de Kantoh Band Association en van 1973 tot 1983 tweede president van de All Japan Band Association. Van 1993 tot 1997 was hij voorzitter van de Japanese Band Directors Association, waarvan hij sinds 2003 erevoorzitter is. Van 1968 tot 1999 was hij professor aan de Musashino Academia Musicae en van 1958 tot 2000 was hij eveneens chef-dirigent van het SONY Symphonic Wind Orchestra.
Tegenwoordig is hij nog vanaf 1983 erelid van de American Bandmasters Association, en vanaf 1995 bestuurslid van de World Association for Symphonic Band and Ensembles (WASBE), vanaf 1996 erepresident van de Asian Pacific Band Directors Association alsook vanaf 1999 erelid van de All Japan Band Association.
Hij ontving talrijke prijzen en onderscheidingen. 
Zijn compositorisch oeuvre is niet heel omvangrijk, maar daarvoor heeft hij zich enorm voor de oprichting, verbreding en de muzikale ontwikkeling van de harmonieorkesten in Japan ingezet en werd in vakkringen als Godfather van de Japanse blaasmuziekbeweging genoemd. Tegenwoordig dirigeert hij in zijn vaderstad de “Ohmiya Wind Symphony” en werkt als muzikaal en cultureel adviseur van de stad Hamamatsu City, Japan.

## Composities

### Werken voor harmonieorkest
- 1959 Yorokobino Hinotameni
- 1963 Japanese Songs
- 1965 Saitama Kokutai-March
- 1968 Sports-March

## Publicaties
- Toshio Akiyama: Band Music Index 552 (Een concertindex voor harmonieorkesten). 1992.
- Toshio Akiyama: 125 Years of Band Activities in Japan. 1995. 7. WASBE-Conference in Hamamatsu, Japan.